# Rebecca Tunney
Rebecca Tunney (Ashton-under-Lyne, 26 ottobre 1996) è una ginnasta inglese, membro della nazionale vincitrice della medaglia d'argento agli europei di Sofia 2014 e campionessa britannica 2012 e 2014.